# Wały (gmina)
Wały – dawna gmina wiejska istniejąca w latach 1945–1954 w woj. olsztyńskim (dzisiejsze woj. warmińsko-mazurskie). Nazwa gminy pochodzi od wsi Wały, lecz siedzibą władz gminy był Kot (przez co niektóre publikacje podają niepoprrawną nazwę gmina Kot).
Gmina Wały powstała po II wojnie światowej na terenie tzw. Ziem Odzyskanych. 28 czerwca 1946 roku jako jednostka administracyjna powiatu nidzickiego gmina weszła w skład nowo utworzonego woj. olsztyńskiego.  Według stanu z 1 lipca 1952 gmina była podzielona na 7 gromad: Kot, Małga, Piduń, Rekownica, Sucz, Wały i Zimna Woda.
Gmina została zniesiona 29 września 1954 wraz z reformą wprowadzającą gromady w miejsce gmin. Jednostki nie przywrócono 1 stycznia 1973 po reaktywowaniu gmin.